# FIFA 13
FIFA 13 (FIFA Soccer 13 na América do Norte) é o vigésimo jogo da série de futebol FIFA publicado pela Electronic Arts. Produzido pelo estúdio da EA Canada com o rótulo da EA Sports, foi lançado em 28 de setembro de 2012 para Xbox 360, PlayStation 3 e Microsoft Windows e no dia 4 de outubro de 2012 para Wii U, Wii, PlayStation 2, PlayStation Portable, 3DS, Xperia Play, Kinect, iOS e Mac OS X.
A versão demo contava com os seguintes times europeus: AC Milan, Arsenal, Borussia Dortmund, Juventus e Manchester City.

## Ligas
- Alemanha

Bundesliga
2. Bundesliga
- Arábia Saudita  Novo

Saudi Professional League
- Austrália /  Nova Zelândia

A-League
- Áustria

Austrian Bundesliga
- Bélgica

Pro League
- Brasil

Campeonato Brasileiro [1][2][3]
- Coreia do Sul

K-League
- Dinamarca

Danish Superliga
- Escócia

Scottish Premier League
- Espanha

Liga BBVA
Liga Adelante
- Estados Unidos /  Canadá

MLS
- França /  Mónaco

Ligue 1
Ligue 2
- Holanda

Eredivisie
- Inglaterra /  País de Gales

Barclays Premier League
npower Championship
npower League 1
npower League 2
- Irlanda

League of Ireland
- Itália

Serie A
Serie B [4]
- México

Mexican Primera División
- Noruega

Tippeligaen
- Polônia

T-Mobile Ekstraklasa [5]
- Portugal

Primeira Liga [6]
- Rússia

Russian Premier League
- Suécia

Allsvenskan
- Suíça /  Liechtenstein

Axpo Super League
[1] Times licenciados: Atlético Mineiro, Bahia, Corinthians, Coritiba, Cruzeiro, Flamengo, Fluminense, Grêmio,  São Paulo, Santos.
[2] Os clubes Palmeiras, Vasco e Botafogo só são licenciados através de uma atualização.
[3] Times não licenciados: Atlético Goianiense (A. Goiânia), Figueirense (Santa Catarina), Internacional (I. Porto Alegre), Náutico (N. Recife),  Portuguesa (Portuguesa), Ponte Preta (P. Campinas), Sport Recife (S. Pernambuco).
[4] Único time licenciado: Novara.
[5] Nenhum time da liga está licenciado.
[6] Times não licenciados: Moreirense (Moreira Cónegos), Marítimo (C. Funchal), Gil Vicente (V. Barcelos), Estoril (Estoril).

### Resto do Mundo
- Kaizer Chiefs
- Orlando Pirates
- Boca Juniors
- Racing Club de Avellaneda
- River Plate
- Glasgow Rangers
- MLS All-Star  Novo
- AEK Athens
- Olympiakos CFP
- P.A.O.K.
- Panathinaikos
- Galatasaray SK
- Adidas All-Star  Novo
- Classic XI
- Seleção do Mundo

## Seleções Nacionais
| - África do Sul [1] - Alemanha - Argentina - Austrália - Áustria - Bélgica - Bolívia [1] Novo - Brasil [1] - Bulgária [1] - Camarões [1] - Chile [1] - Colômbia [1] - Coreia do Sul - Costa do Marfim [1] - Dinamarca - Equador [1] | - Egito [1] - Escócia - Eslovênia [1] - Espanha - Estados Unidos - Finlândia [1] - França - Grécia - Holanda - Hungria [1] - Índia [1] Novo - Inglaterra - Irlanda - Irlanda do Norte - Itália - México | - Nova Zelândia [1] - Noruega - Paraguai [1][2] Novo - Peru [1] - Polônia [1] - Portugal - República Tcheca Novo - Romênia [1] - Rússia [1] - Suécia - Suíça [1] - Turquia - Uruguai [1] - Venezuela [1][2] Novo |

[1] Seleções não Licenciadas.

[2] Seleções com jogadores genéricos.

### Competições Internacionais
No FIFA 13 foi acrescentado torneios internacionais, bem como suas respectivas eliminatórias (quando aplicável), para o Modo Carreira.
- Campeonato Mundial (equivalente a Copa do Mundo)
- Copa das Confederações[6]
- Campeonato Europeu (equivalente a Euro Copa)
- Campeonato Americano (equivalente a Copa América)

## Estádios

### Estádios Licenciados
| - Allianz Arena (Bayern Munich e 1860 Munich) - Signal Iduna Park (Borussia Dortmund) - Imtech Arena (Hamburger SV) - Olympiastadion (Hertha BSC) - Veltins Arena (Schalke 04) - King Fahd International Stadium (Árabia Saudita) Novo - BC Place (Vancouver Whitecaps) - Estádio Mestalla (Valência) - Vicente Calderon (Atlético de Madrid) - Santiago Bernabeu (Real Madrid) - Stade de Gerland (Olympique Lyonnais) - Stade Vélodrome (Olympique de Marseille) - Parc des Princes (Paris Saint-Germain) | - Amsterdam ArenA (Ajax e Holanda) - Wembley Stadium (Inglaterra) - Emirates Stadium (Arsenal) - St James' Park (Newcastle United) - White Hart Lane (Tottenham Hotspur) Novo - Stamford Bridge (Chelsea FC) - Anfield (Liverpool) - Etihad Stadium (Manchester City) - Old Trafford (Manchester United) - San Siro (Inter de Milão e A.C. Milan) - Juventus Stadium (Juventus) - Stadio Olimpico (Lazio e Roma) - Estádio Azteca (Club América e México) |

### Estádios Genéricos
| - FIWC Stadium (exclusivo PS3) - Aloha Park - Fussballstadien (versão genérica do Commerzbank-Arena (Eintracht Frankfurt)) - El Bombastico (versão genérica da La Bombonera (Boca Juniors)) - Estádio Latino (versão genérica do Monumental de Nuñes) (River Plate e Argentina)) - O Dromo (versão genérica do Maracanã) (Flamengo, Fluminense e Brasil)) - Stadion Hanguk (versão genérica do Daegu World Cup Stadium (Daegu FC)) - El Libertador (versão genérica do Camp Nou (Barcelona)) - Euro Arena - Euro Park - Stadion Europa - British Modern - Court Lane - Crown Lane - Forest Park Stadium - Ivy Lane - Town Park | - Stadion Neder - Stadio Classico (versão genérica do Estádio Artemio Franchi (Fiorentina)) - Estádio de las Artes (versão genérica do Saitama Stadium (Urawa Red Diamonds)) - Sanderson Park (versão genérica do Stadion Miejski (Lech Poznan)) novo - Stadion Olympic (versão genérica do Luzhniki Stadium (FC Spartak Moscow e Rússia)) - Stade Municipal (versão genérica do Stade de Suisse, Wankdorf (BSC Young Boys)) - Akaaroa Stadium - Arena D’Oro - Eastpoint Arena - ou El Medio - ou El Reducto - ou Estádio del Pueblo - Estádio Presidente G. Lopes - Olimpico Arena - Stade Kokoto - Stadion 23. Maj |

Todas as versões não são oficializadas pela EA Sports, são apenas especulações levando em conta a aparência e o modelo dos estádios. Algumas localizações são especuladas por puras dicas linguísticas.

### Arena de Treinamento
- Arena Africa
- Arena Asia
- Arena Central Europe
- Arena Eastern Europe
- Arena North America
- Arena South America
- Arena Southern Europe
- Arena United Kingdom

## Capa
A capa do FIFA 13 tem Lionel Messi e um acompanhante de acordo com a região.
| País          | Acompanhantes                    |
| ------------- | -------------------------------- |
| Espanha       | Roberto Soldado                  |
| França        | Karim Benzema                    |
| Itália        | Claudio Marchisio                |
| Suécia        | Zlatan Ibrahimovic               |
| Reino Unido   | Alex Oxlade-Chamberlain Joe Hart |
| Austrália     | Tim Cahill                       |
| Polônia       | Jakub Błaszczykowski             |
| Oriente Médio | Abdulaziz Al-Dosari Joe Hart     |
| Japão         | Keisuke Honda Makoto Hasebe      |
| Áustria       | David Alaba                      |

## Trilha sonora
A trilha sonora do FIFA 13 conta com 49 músicas de artistas de várias partes do mundo:
| - Animal Kingdom - "Get Away With It" - Ashtar Command feat. Joshua Radin - "Mark IV" - Astro - "Panda" - Atlas Genius - "If So" - Band of Horses - "Feud" - Bastille - "Weight of Living, Part 2" - Bloc Party - "We Are Not Good People" - Cali - "Outta My Mind" - The Chevin - "Champion" - Clement Marfo & The Frontline - "Us Against the World" - Crystal Fighters - "Follow" - deadmau5 feat. Gerard Way - "Professional Griefers" - Django Django - "Hail Bop" - Duologue - "Get Out While You Can" - Elliphant feat. Adam Kanyama - "TeKKno Scene" - The Enemy - "Saturday" - Featurecast feat. Pugs Atomz - "Got That Fire (Oh La Ha)" - Fitz and The Tantrums - "Spark" - Flo Rida feat. Lil Wayne - "Let It Roll, Part 2" - Foreign Beggars & Bare Noize - "See the Light" - Hadouken! - "Bliss Out" - The Heavy - "Don't Say Nothing" - Imagine Dragons - "On Top of the World" - Jagwar Ma - "What Love" - Jonathan Boulet - "You're a Animal" | - Kasabian - "Club Foot" - Kimbra - "Come Into My Head" - Kitten - "G# - Kraftklub - "Eure Mädchen" - Ladyhawke - "Black White & Blue" - Madeon - "Finale" - Matisyahu - "Searchin'" - Metric - "Speed the Collapse" - Miike Snow - "Paddling Out" - Passion Pit - "I'll Be Alright" - The Presets - "Ghosts" - Reptar - "Sweet Sipping Soda" - Reverend and the Makers - "Shine yhe Light" - Rock Mafia - "Fly or Die" - The Royal Concept - "Goldrushed" - Royal Teeth - "Wild" - Santigold - "Big Mouth" - St. Lucia - "September" - Stepdad - "Jungles" - Two Door Cinema Club - "Sleep Alone" - Walk the Moon - "Quesadilla" - Wretch 32 - "Blur" - Youngblood Hawke - "We Come Running" - Zémaria - "Past 2" |

## Comentaristas
| Região         | Idioma    | Comentaristas                                     |
| -------------- | --------- | ------------------------------------------------- |
| Brasil         | Português | Tiago Leifert Caio Ribeiro                        |
| Portugal       | Português | Hélder Conduto David Carvalho                     |
| Estados Unidos | Inglês    | Martin Tyler Alan Smith                           |
| Reino Unido    | Inglês    | Clive Tyldesley Andy Townsend                     |
| Espanha        | Espanhol  | Manolo Lama Paco González                         |
| América Latina | Espanhol  | Fernando Palomo Mario Alberto Kempes Ciro Procuna |
| Itália         | Italiano  | Fabio Caressa Giuseppe Bergomi                    |
| França         | Francês   | Hervé Mathoux Franck Sauzée                       |
| Alemanha       | Alemão    | Frank Buschmann Manni Breuckmann                  |
| Oriente Médio  | Árabe     | Essam El Shawaly Abdullah Al-Mubarak Harby        |
| Japão          | Japonês   | Akihiro Nishioka Takumi Horiike                   |